# Rosenbach
Rosenbach là một đô thị huyện Görlitz, trong bang tự do Sachsen, nước Đức. Đô thị Rosenbach có diện tích 23,5 km², dân số thời điểm ngày 31 tháng 12 năm 2006 là 1718 người.